# ألبرتو كوسينتينو
البرتو كوسينتينو (بالإيطالية: Alberto Cossentino)‏ (10 سبتمبر 1988 بباليرمو في إيطاليا - ) هو لاعب كرة قدم إيطالي في مركز الدفاع. شارك مع منتخب إيطاليا تحت 19 سنة لكرة القدم. أما مع النوادي، فقد لعب مع نادي باليرمو ونادي تريستينا ونادي ريجيانا 1919 ونادي نوفارا وASD Real Agro Aversa ‏ وFidelis Andria 2018 ‏ ونادي جيلا وسسارة توريس ‏.

## المسيرة مهنية
ظهر كوسينتينو لأول مرة مع فريقه في لقاء روزانيرو في التشكيلة الأساسية في مباراة كأس إيطاليا 2006 ضد سامبدوريا ثم مباراة كأس الاتحاد الأوروبي 2006 ضد فنربخشه.
وأخيراً ظهر لأول مرة في دوري الدرجة الأولى الإيطالي في 30 مارس 2008م في استاد سان انطونيو ضد نابولي.

## روابط خارجية
- البرتو كوسينتينو على موقع قاعدة بيانات كرة القدم.إي يو (الإنجليزية)
- البرتو كوسينتينو على موقع Soccerway.com (الإنجليزية)